# Миранда, Иза
Иза Миранда (итал. Isa Miranda; 5 июля 1905, Милан — 8 июля 1982, Рим) — итальянская актриса.

## Биография
Настоящие имя и фамилия — Инес Изабелла Сампьетро (итал. Ines Isabella Sampietro). Окончила драматическую академию в Милане.
Впервые снялась в кино в 1933 году в фильме режиссёра Бриньона «Сумерки». Иза Миранда — одна из самых выдающихся европейских киноактрис 1930—1950-х годов. Создала образы сильных, волевых женщин с цельными характерами: Марта Манфредини в неореалистического фильме Рене Клемана «У стен Малапаги» (1949, Премия на МКФ в Канне, 1949), Марта Ларокка в картине «Договор с дьяволом» (1950), графиня Луиза в драме «Разгромленные» (1955, режиссёр Франческо Мазелли). В 1966 году сыграла в фильме Витторио Де Сики «Новый мир».
В 1950-х — начале 1960-х годов с большим успехом играла в театрах США, Англии, Франции, Италии. В 1960-е годы работала на ТВ, в том числе в Великобритании, ФРГ, Франции и США. Снималась в телефильмах и мини-сериалах. В 1970-е годы большой драматический талант актрисы был незаслуженно забыт, Иза Миранда лишь изредка снималась в кино. Лучшая роль последних лет — графиня Штайн в «Ночном портье» (1974, режиссёр Лилиана Кавани). Небольшая роль Изы Миранды в итальянском фильме «Апокалипсис землетрясения» (1982) оказалась последней в её кинобиографии.

## Избранная фильмография
- 1949 — У стен Малапаги — Марта Манфредини
- 1950 — Карусель / La Ronde — Шарлотта, актриса
- 1953 — Мы — женщины — камео
- 1954 — Тайна Элен Маримон — Элен Маримон
- 1955 — Лето — синьора Фьорини
- 1959 — «Секрет шевалье д’Эона» (Франция, Италия) — императрица Елизавета Петровна
- 1966 — Новый мир
- 1971 — Кровавый залив — графиня Федерика.
- 1972 — Мы назовём его Андреа — учительница
- 1974 — Ночной портье — графиня Штайн